# Young Presidents' Organization
 (octobre 2023).
La mise en forme du texte ne suit pas les recommandations de Wikipédia : il faut le « wikifier ».
Les points d'amélioration suivants sont les cas les plus fréquents :
- Les titres sont pré-formatés par le logiciel. Ils ne sont ni en capitales, ni en gras.
- Le texte ne doit pas être écrit en capitales (les noms de famille non plus), ni en gras, ni en italique, ni en « petit »…
- Le gras n'est utilisé que pour surligner le titre de l'article dans l'introduction, une seule fois.
- L'italique est rarement utilisé : mots en langue étrangère, titres d'œuvres, noms de bateaux, etc.
- Les citations ne sont pas en italique mais en corps de texte normal. Elles sont entourées par des guillemets français : « et ».
- Les listes à puces sont à éviter, des paragraphes rédigés étant largement préférés. Les tableaux sont à réserver à la présentation de données structurées (résultats, etc.).
- Les appels de note de bas de page (petits chiffres en exposant, introduits par l'outil «  Source ») sont à placer entre la fin de phrase et le point final[comme ça].
- Les liens internes (vers d'autres articles de Wikipédia) sont à choisir avec parcimonie. Créez des liens vers des articles approfondissant le sujet. Les termes génériques sans rapport avec le sujet sont à éviter, ainsi que les répétitions de liens vers un même terme.
- Les liens externes sont à placer uniquement dans une section « Liens externes », à la fin de l'article. Ces liens sont à choisir avec parcimonie suivant les règles définies. Si un lien sert de source à l'article, son insertion dans le texte est à faire par les notes de bas de page.
- La présentation des références doit suivre les conventions bibliographiques. Il est recommandé d'utiliser les modèles {{Ouvrage}}, {{Chapitre}}, {{Article}}, {{Lien web}} et/ou {{Bibliographie}}. Le mode d'édition visuel peut mettre en forme automatiquement les références.
- Insérer une infobox (cadre d'informations à droite) n'est pas obligatoire pour parachever la mise en page.

Pour une aide détaillée, merci de consulter Aide:Wikification.
Si vous pensez que ces points ont été résolus, vous pouvez retirer ce bandeau et améliorer la mise en forme d'un autre article.

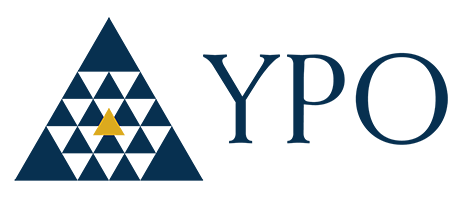
Logo de la YPO

YPO a été fondée en 1950 à Rochester, dans l’Etat de New York, par le fabricant Ray Hickok, qui avait 27 ans lorsqu’il a pris la tête de l’entreprise familiale Hickok Belt, basée à Rochester et employant 300 personnes.
La première réunion s’est tenue en 1950 au Waldorf Astoria de New York, en présence de Roberet Wood Johnson III (Johnson & Johnson). Hickok et un petit groupe de jeunes présidents de la région ont commencé à se réunir régulièrement pour partager et apprendre les uns des autres. Selon l’organisation, son principe fondateur est l’éducation et l’échange d’idées entre pairs.
- La première section non américaine a été créée en 1956 dans l’Ontario, au Canada.
- La première Université YPO s’est tenue à Miami Beach, en Floride.
- En 2007, l’YPO a fusionné avec l’organisation qui lui a succédé, la Wolrd Presidents Organization (WPO).
- L’enquête YPO Global Pulse a été lancée en 2009. Il s’agit d’un indice trimestriel de confiance économique qui permet aux chefs d’entreprise de partager leurs points de vue.
- En 2010, Jill Belconis est devenue la première femme élue au poste de président international de l’YPO-WPO[4].
- YPO a formé un partenariat éditorial avec CNBC en 2012[5].
- Elizabeth Zucker est la présidente 2019-2020 du conseil d’administration de l’YPO[6].
- En mars 2023, l’YPO a lancé une nouvelle plateforme éducative pour ses membres, appelée « YPO Leadership Development Toolkit » (kit de développement du leadership de l’YPO)[7].

## Démographie
En 2019, il y a plus de 450 sections dans le monde et plus de 28 000 membres,.

## Condition d’adhésion
Pour devenir membre, il faut avoir été, avant l’âge de 45 ans, président ou CEO d’une société d’importance ayant un revenu minimum (minimum 20 000 000 USD de rémunération annuelle des employés) et un nombre minimum d’employés (150 employés à temps plein). Les critères financiers diffèrent selon qu’il s’agit d’une société de services ou d’une banque. Les candidats doivent être recommandés par deux membres d’une section locale et approuvés par un comité d’adhésion de chaque section locale. Les frais d’inscription de base et les frais d’adhésion annuels s’élèvent à environ 10'000 dollars, mais ils peuvent être sensiblement plus élevés en fonction de la section et d’autres activités.

## Membres notables
- Mukesh Ambani, président et directeur général de Reliance Industries et 8ème personne la plus riche du monde avec plus de 100 milliards de dollars
- Charles R. Schwab, fondateur et CEO, Charles Schwab Corporation[2]
- Peter Ueberroth, président des Jeux olympiques de Los Angeles de 1984, ancien commissaire de la Ligue majeure de baseball[11]
- Bob Galvin, fondateur et ancien CEO de Motorola[12]
- Jim Balsille, cofondateur et ancien co-CEO, Research in Motion/Blackberry[13]
- Douglas Fairbanks Jr., fondateur du studio de cinéma United Artists[2]
- Duarte Moreira, cofondateur et CEO du groupe Zeno Partners
- Christie Hefner, ancienne CEO de Playboy Enterprises[14]
- Ray Lee Hunt, Huile de chasse[2]
- Brad Fuller, fondateur et CEO, Lightspeed Voice
- Robert Wood Johnson II, président de Johnson & Johnson[2]
- James Michael Lafferty, CEO de Fine Hygienic Holding et ancien CEO de Procter & Gamble, Coca-Cola et British American Tobacco
- Leonard Lauder, ancien CEO d'Estée Lauder[2]
- Bernard Le Grelle, Fondateur et ancien CEO d'Interel (fusionné en 2022 avec Dentons)
- Heidi Zak, fondatrice et CEO, Third Love
- Penny Pritzker, secrétaire américaine au Commerce[12]
- Muna AbuSulayman, femme d'affaires saoudienne, activiste et personnalité de la télévision
- Jim Pattison, magnat des affaires canadien, investisseur et philanthrope
- Sheryl Sandberg, directrice de l'exploitation Facebook[15]
- Jonathan Zucker, CEO de 1-Chinaman Co. Ltd.
- Mohnish Pabrai, associé directeur des fonds d'investissement Pabrai
- Thayer Smith, partenaire opérationnel de Bayshore Capital et CEO de YPO depuis mars 2023
- Asha Saxena, fondatrice de WLDA et membre du conseil d'administration de YPO Chapter Global One (2012-présent)
- Xavier Mufraggi, ancien CEO du Club Med EMEA et président de YPO depuis 2020
- William C. Short, président exécutif et CEO du groupe A.E. Perkins Holdings, ancien président et membre du conseil d'administration de la section YPO North Texas

## YPO EDGE
YPO organise son rassemblement de dirigeants, YPO EDGE, chaque année dans une ville différente. Les villes d'accueil précédentes sont les suivantes :
- 2022 | New York[16]
- 2019 | Le Cap[17]
- 2018 | Singapour[18]

## Publications
- Pat McNees, YPO: The First 50 Years. (Orange Frazer Press, 1999) (ISBN 978-1-882203-59-8, OCLC 1011912188)